# Bulbophyllum macrobulbum
Bulbophyllum macrobulbum är en orkidéart som beskrevs av Johannes Jacobus Smith. Bulbophyllum macrobulbum ingår i släktet Bulbophyllum och familjen orkidéer. Inga underarter finns listade i Catalogue of Life.

## Bildgalleri

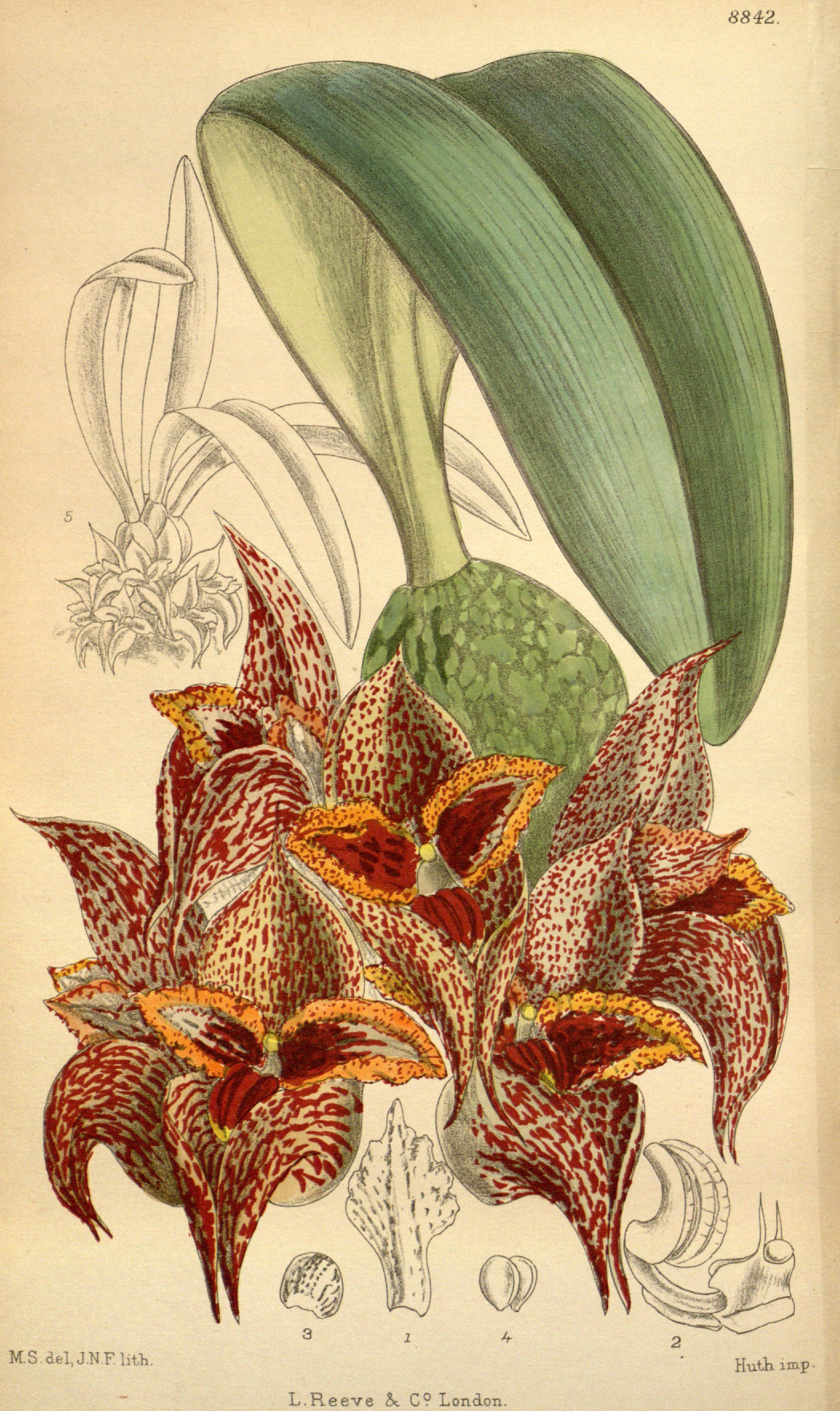